# Élections cantonales de 2004 dans l'Ariège
Les élections cantonales ont eu lieu les 21 et 28 mars 2004.
Lors de ces élections, 11 des 22 cantons de l'Ariège ont été renouvelés. Elles ont vu la reconduction de la majorité socialiste dirigée par Augustin Bonrepaux, président du conseil général depuis 2001.

## Résultats à l’échelle du département
Répartition départementale des résultats (2e tour).
- PS (65,51 %)
- Verts (1,1 %)
- UDF (11,78 %)
- DVD (12,07 %)
- FN (9,54 %)

| Étiquette      | Étiquette                           | Premier tour | Premier tour | Second tour | Second tour | Sièges |
| Étiquette      | Étiquette                           | Voix         | %            | Voix        | %           | Sièges |
| -------------- | ----------------------------------- | ------------ | ------------ | ----------- | ----------- | ------ |
|                | Parti socialiste                    | 16 953       | 47,74        | 11 651      | 65,51       | 10     |
|                | Parti communiste français           | 3 839        | 10,81        |             |             |        |
|                | Les Verts                           | 1 158        | 3,26         | 196         | 1,10        | 0      |
|                | Divers gauche                       | 442          | 1,24         |             |             |        |
|                | Lutte ouvrière                      | 207          | 0,58         |             |             |        |
| Gauche         | Gauche                              | 22 599       | 63,63        | 11 847      | 66,61       | 10     |
|                |                                     |              |              |             |             |        |
|                | Front national                      | 3 410        | 9,60         | 1 696       | 9,54        | 0      |
|                | Chasse, pêche, nature et traditions | 2 726        | 7,68         |             |             |        |
|                | Union pour un mouvement populaire   | 2 508        | 7,06         |             |             |        |
|                | Divers droite                       | 2 290        | 6,45         | 2 147       | 12,07       | 1      |
|                | Union pour la démocratie française  | 1 444        | 4,07         | 2 096       | 11,78       | 0      |
| Droite         | Droite                              | 12 378       | 34,86        | 5 939       | 33,39       | 1      |
|                |                                     |              |              |             |             |        |
|                | Partit occitan                      | 385          | 1,08         |             |             |        |
|                | Divers                              | 103          | 0,29         |             |             |        |
|                | Écologistes divers                  | 48           | 0,14         |             |             |        |
|                |                                     |              |              |             |             |        |
| Inscrits       | Inscrits                            | 54 591       | 100,00       | 27 925      | 100,00      |        |
| Abstention     | Abstention                          | 17 157       | 31,43        | 8 615       | 30,85       |        |
| Votants        | Votants                             | 37 434       | 68,57        | 19 310      | 69,15       |        |
| Blancs et nuls | Blancs et nuls                      | 1 921        | 5,13         | 1 524       | 7,89        |        |
| Exprimés       | Exprimés                            | 35 513       | 94,87        | 17 786      | 92,11       |        |

## Liste des élus
| Canton                 | Conseiller sortant     | Parti | Parti | Conseiller élu         | Parti | Parti |
| ---------------------- | ---------------------- | ----- | ----- | ---------------------- | ----- | ----- |
| Fossat                 | René Massat            |       | PS    | René Massat            |       | PS    |
| Lavelanet              | Pierre Saboy           |       | PS    | Pierre Saboy           |       | PS    |
| Mas-d'Azil             | Raymond Berdou         |       | PS    | Raymond Berdou         |       | PS    |
| Oust                   | Julien Souquet         |       | PS    | Julien Souquet         |       | PS    |
| Pamiers-Est            | André Montané          |       | PS    | André Montané          |       | PS    |
| Pamiers-Ouest          | François-Bernard Soula |       | PS    | François-Bernard Soula |       | PS    |
| Quérigut               | Auguste Paychenq       |       | PS    | Francis Magdalou       |       | PS    |
| Saint-Girons           | Henri Nayrou           |       | PS    | Henri Nayrou           |       | PS    |
| Sainte-Croix-Volvestre | Pierre Fauroux         |       | PS    | Alain Bari             |       | DVD   |
| Tarascon-sur-Ariège    | Alain Duran            |       | PS    | Alain Duran            |       | PS    |
| Vicdessos              | Bernard Piquemal       |       | PS    | Bernard Piquemal       |       | PS    |

## Résultats par canton

### Canton du Fossat
| Candidats      | Candidats                 | Étiquette      | Premier tour | Premier tour |
| Candidats      | Candidats                 | Étiquette      | Voix         | %            |
| -------------- | ------------------------- | -------------- | ------------ | ------------ |
|                | René Massat*              | PS             | 1 617        | 56,01        |
|                | Yvon Lassalle             | PCF            | 453          | 15,69        |
|                | Jacques Place De La Place | UMP            | 407          | 14,10        |
|                | Daniel Prax               | FN             | 248          | 8,59         |
|                | Étienne Toulis            | CPNT           | 162          | 5,61         |
|                |                           |                |              |              |
| Inscrits       | Inscrits                  | Inscrits       | 4 246        | 100,00       |
| Abstention     | Abstention                | Abstention     | 1 186        | 27,93        |
| Votants        | Votants                   | Votants        | 3 060        | 72,07        |
| Blancs et nuls | Blancs et nuls            | Blancs et nuls | 173          | 5,65         |
| Exprimés       | Exprimés                  | Exprimés       | 2 887        | 94,35        |

*sortant

### Canton de Lavelanet
| Candidats      | Candidats              | Étiquette      | Premier tour | Premier tour | Second tour | Second tour |
| Candidats      | Candidats              | Étiquette      | Voix         | %            | Voix        | %           |
| -------------- | ---------------------- | -------------- | ------------ | ------------ | ----------- | ----------- |
|                | Pierre Saboy*          | PS             | 2 815        | 44,52        | 4 625       | 73,17       |
|                | José Serrano           | FN             | 959          | 15,17        | 1 696       | 26,83       |
|                | Alain-Christian Lannes | CPNT           | 842          | 13,32        |             |             |
|                | Yves Maris             | DVD            | 729          | 11,53        |             |             |
|                | Lyliane Cassan         | PCF            | 702          | 11,10        |             |             |
|                | Jean-Paul Barathien    | Verts          | 276          | 4,37         |             |             |
|                |                        |                |              |              |             |             |
| Inscrits       | Inscrits               | Inscrits       | 10 324       | 100,00       | 10 324      | 100,00      |
| Abstention     | Abstention             | Abstention     | 3 638        | 35,24        | 3 414       | 33,07       |
| Votants        | Votants                | Votants        | 6 686        | 64,76        | 6 910       | 66,93       |
| Blancs et nuls | Blancs et nuls         | Blancs et nuls | 363          | 5,43         | 589         | 8,52        |
| Exprimés       | Exprimés               | Exprimés       | 6 323        | 94,57        | 6 321       | 91,48       |

*sortant

### Canton du Mas-d'Azil
| Candidats      | Candidats                      | Étiquette      | Premier tour | Premier tour |
| Candidats      | Candidats                      | Étiquette      | Voix         | %            |
| -------------- | ------------------------------ | -------------- | ------------ | ------------ |
|                | Raymond Berdou*                | PS             | 1 189        | 50,08        |
|                | Josée Souque                   | PCF            | 410          | 17,27        |
|                | Ramon Bordallo                 | Verts          | 237          | 9,98         |
|                | Jean-Louis Poulain             | UMP            | 226          | 9,52         |
|                | André Metge                    | CPNT           | 186          | 7,83         |
|                | Jean-François Cadet de Grouchy | FN             | 126          | 5,31         |
|                |                                |                |              |              |
| Inscrits       | Inscrits                       | Inscrits       | 3 408        | 100,00       |
| Abstention     | Abstention                     | Abstention     | 921          | 27,02        |
| Votants        | Votants                        | Votants        | 2 487        | 72,98        |
| Blancs et nuls | Blancs et nuls                 | Blancs et nuls | 113          | 4,54         |
| Exprimés       | Exprimés                       | Exprimés       | 2 374        | 95,46        |

*sortant

### Canton d'Oust
| Candidats      | Candidats           | Étiquette      | Premier tour | Premier tour |
| Candidats      | Candidats           | Étiquette      | Voix         | %            |
| -------------- | ------------------- | -------------- | ------------ | ------------ |
|                | Julien Souquet*     | PS             | 994          | 55,66        |
|                | Vincent Rozès       | UMP            | 380          | 21,28        |
|                | Daniel Cabaup       | PCF            | 147          | 8,23         |
|                | Paul Tort           | CPNT           | 132          | 7,39         |
|                | Jean-Baptiste Gomez | FN             | 85           | 4,76         |
|                | Bernard Coda        | ECO            | 48           | 2,69         |
|                |                     |                |              |              |
| Inscrits       | Inscrits            | Inscrits       | 2 725        | 100,00       |
| Abstention     | Abstention          | Abstention     | 876          | 32,15        |
| Votants        | Votants             | Votants        | 1 849        | 67,85        |
| Blancs et nuls | Blancs et nuls      | Blancs et nuls | 63           | 3,41         |
| Exprimés       | Exprimés            | Exprimés       | 1 786        | 96,59        |

*sortant

### Canton de Pamiers-Est
| Candidats      | Candidats          | Étiquette      | Premier tour | Premier tour | Second tour | Second tour |
| Candidats      | Candidats          | Étiquette      | Voix         | %            | Voix        | %           |
| -------------- | ------------------ | -------------- | ------------ | ------------ | ----------- | ----------- |
|                | André Montane*     | PS             | 2 299        | 40,59        | 3 518       | 62,66       |
|                | Gérard Legrand     | UDF            | 1 444        | 25,49        | 2 096       | 37,34       |
|                | Thérèse Aliot      | FN             | 696          | 12,29        |             |             |
|                | Anne Ayela         | PCF            | 589          | 10,40        |             |             |
|                | Françoise Matricon | Verts          | 361          | 6,37         |             |             |
|                | Régis Bersillon    | CPNT           | 275          | 4,86         |             |             |
|                |                    |                |              |              |             |             |
| Inscrits       | Inscrits           | Inscrits       | 8 699        | 100,00       | 8 698       | 100,00      |
| Abstention     | Abstention         | Abstention     | 2 724        | 31,31        | 2 598       | 29,87       |
| Votants        | Votants            | Votants        | 5 975        | 68,69        | 6 100       | 70,13       |
| Blancs et nuls | Blancs et nuls     | Blancs et nuls | 311          | 5,21         | 486         | 7,97        |
| Exprimés       | Exprimés           | Exprimés       | 5 664        | 94,79        | 5 614       | 92,03       |

*sortant

### Canton de Pamiers-Ouest
| Candidats      | Candidats         | Étiquette      | Premier tour | Premier tour | Second tour | Second tour |
| Candidats      | Candidats         | Étiquette      | Voix         | %            | Voix        | %           |
| -------------- | ----------------- | -------------- | ------------ | ------------ | ----------- | ----------- |
|                | Bernard Soula*    | PS             | 1 637        | 37,16        | 2 883       | 65,48       |
|                | Hubert Lopez      | DVD            | 988          | 22,43        | 1 520       | 34,52       |
|                | Gilbert Seguéla   | PCF            | 621          | 14,10        |             |             |
|                | Michel Duchochois | FN             | 542          | 12,30        |             |             |
|                | Jacques Pince     | POC            | 385          | 8,74         |             |             |
|                | Jean Guichou      | CPNT           | 232          | 5,27         |             |             |
|                |                   |                |              |              |             |             |
| Inscrits       | Inscrits          | Inscrits       | 7 173        | 100,00       | 7 187       | 100,00      |
| Abstention     | Abstention        | Abstention     | 2 499        | 34,84        | 2 370       | 32,98       |
| Votants        | Votants           | Votants        | 4 674        | 65,16        | 4 817       | 67,02       |
| Blancs et nuls | Blancs et nuls    | Blancs et nuls | 269          | 5,76         | 414         | 8,59        |
| Exprimés       | Exprimés          | Exprimés       | 4 405        | 94,24        | 4 403       | 91,41       |

*sortant

### Canton de Quérigut
| Candidats      | Candidats        | Étiquette      | Premier tour | Premier tour |
| Candidats      | Candidats        | Étiquette      | Voix         | %            |
| -------------- | ---------------- | -------------- | ------------ | ------------ |
|                | Francis Magdalou | PS             | 303          | 75,56        |
|                | Guy Bousquet     | PCF            | 42           | 10,47        |
|                | Marc Saracino    | Verts          | 22           | 5,49         |
|                | André Pare       | SE             | 14           | 3,49         |
|                | Michel Cazenave  | CPNT           | 9            | 2,24         |
|                | Josette Zammit   | FN             | 6            | 1,50         |
|                | Alain Esquirol   | UMP            | 5            | 1,25         |
|                |                  |                |              |              |
| Inscrits       | Inscrits         | Inscrits       | 491          | 100,00       |
| Abstention     | Abstention       | Abstention     | 77           | 15,68        |
| Votants        | Votants          | Votants        | 414          | 84,32        |
| Blancs et nuls | Blancs et nuls   | Blancs et nuls | 13           | 3,14         |
| Exprimés       | Exprimés         | Exprimés       | 401          | 96,86        |

### Canton de Sainte-Croix-Volvestre
| Candidats      | Candidats            | Étiquette      | Premier tour | Premier tour | Second tour | Second tour |
| Candidats      | Candidats            | Étiquette      | Voix         | %            | Voix        | %           |
| -------------- | -------------------- | -------------- | ------------ | ------------ | ----------- | ----------- |
|                | Alain Bari           | DVD            | 573          | 42,54        | 627         | 43,30       |
|                | Maurice Oulieu       | PS             | 492          | 36,53        | 625         | 43,16       |
|                | Bertrand Soux        | Verts          | 220          | 16,33        | 196         | 13,54       |
|                | Michel Cancel        | CPNT           | 34           | 2,52         |             |             |
|                | Jacqueline Prengarbe | FN             | 28           | 2,08         |             |             |
|                |                      |                |              |              |             |             |
| Inscrits       | Inscrits             | Inscrits       | 1 716        | 100,00       | 1 716       | 100,00      |
| Abstention     | Abstention           | Abstention     | 317          | 18,47        | 233         | 13,58       |
| Votants        | Votants              | Votants        | 1 399        | 81,53        | 1 483       | 86,42       |
| Blancs et nuls | Blancs et nuls       | Blancs et nuls | 52           | 3,72         | 35          | 2,36        |
| Exprimés       | Exprimés             | Exprimés       | 1 347        | 96,28        | 1 448       | 97,64       |

### Canton de Saint-Girons
| Candidats      | Candidats                | Étiquette      | Premier tour | Premier tour |
| Candidats      | Candidats                | Étiquette      | Voix         | %            |
| -------------- | ------------------------ | -------------- | ------------ | ------------ |
|                | Henri Nayrou*            | PS             | 2 638        | 52,19        |
|                | Geneviève Chartier Rives | UMP            | 747          | 14,78        |
|                | Alex Mirouse             | DVG            | 442          | 8,74         |
|                | Jean-Luc Fernandez       | CPNT           | 417          | 8,25         |
|                | Josette Tramesaygues     | FN             | 331          | 6,55         |
|                | Hervé Soula              | PCF            | 273          | 5,40         |
|                | Marc Faget               | LO             | 207          | 4,09         |
|                |                          |                |              |              |
| Inscrits       | Inscrits                 | Inscrits       | 7 993        | 100,00       |
| Abstention     | Abstention               | Abstention     | 2 681        | 33,54        |
| Votants        | Votants                  | Votants        | 5 312        | 66,46        |
| Blancs et nuls | Blancs et nuls           | Blancs et nuls | 257          | 4,84         |
| Exprimés       | Exprimés                 | Exprimés       | 5 055        | 95,16        |

*sortant

### Canton de Tarascon-sur-Ariège
| Candidats      | Candidats        | Étiquette      | Premier tour | Premier tour |
| Candidats      | Candidats        | Étiquette      | Voix         | %            |
| -------------- | ---------------- | -------------- | ------------ | ------------ |
|                | Alain Duran*     | PS             | 2 385        | 56,68        |
|                | Jacques Mioni    | UMP            | 672          | 15,97        |
|                | José Navarro     | PCF            | 518          | 12,31        |
|                | Geneviève Gomez  | FN             | 350          | 8,32         |
|                | Thierry Bareille | CPNT           | 283          | 6,73         |
|                |                  |                |              |              |
| Inscrits       | Inscrits         | Inscrits       | 6 419        | 100,00       |
| Abstention     | Abstention       | Abstention     | 1 930        | 30,07        |
| Votants        | Votants          | Votants        | 4 489        | 69,93        |
| Blancs et nuls | Blancs et nuls   | Blancs et nuls | 281          | 6,26         |
| Exprimés       | Exprimés         | Exprimés       | 4 208        | 93,74        |

*sortant

### Canton de Vicdessos
| Candidats      | Candidats              | Étiquette      | Premier tour | Premier tour |
| Candidats      | Candidats              | Étiquette      | Voix         | %            |
| -------------- | ---------------------- | -------------- | ------------ | ------------ |
|                | Bernard Piquemal*      | PS             | 584          | 54,94        |
|                | François Maury         | CPNT           | 154          | 14,49        |
|                | Thierry Miquel         | SE             | 89           | 8,37         |
|                | Robert Carlevato       | PCF            | 84           | 7,90         |
|                | Jean-Pierre Armengaud  | UMP            | 71           | 6,68         |
|                | Catherine Brunet       | Verts          | 42           | 3,95         |
|                | Marie-Françoise Landes | FN             | 39           | 3,67         |
|                |                        |                |              |              |
| Inscrits       | Inscrits               | Inscrits       | 1 397        | 100,00       |
| Abstention     | Abstention             | Abstention     | 308          | 22,05        |
| Votants        | Votants                | Votants        | 1 089        | 77,95        |
| Blancs et nuls | Blancs et nuls         | Blancs et nuls | 26           | 2,39         |
| Exprimés       | Exprimés               | Exprimés       | 1 063        | 97,61        |

*sortant